# Станкевич Сергій Володимирович
Станкевич Сергій Володимирович (нар.[[]] 1986)— доцент, кандидат сільськогосподарських наук, завідувач кафедри зоології, ентомології, фітопатології, інтегрованого захисту і карантину рослин ім. Б. М. Литвинова Державного біотехнологічного університету.

## Біографія
Сергій Володимирович народився 1986 році.
З 2008 по теперішній час член Харківського відділення Українського ентомологічного товариства.
У 2009 році закінчив магістратуру спеціальності «Захист рослин», 2019 рік закінчив магістратуру спеціальності «Екологія», 2020 рік закінчив магістратуру «Менеджмент» Харківського національного аграрного університету ім. В. В. Докучаєва.
З 2012 по 2021 роки асистент, старший викладач, доцент, завідувач кафедри зоології та ентомології ім. Б. М. Литвинова, Харківського національного аграрного університету ім. В. В. Докучаєва.
У 2014 році захистив кандидатську дисертацію на тему: «Хрестоцвіті блішки, ріпаковий квіткоїд на ріпаку ярому й гірчиці у Східному Лісостепу України. Шкідливість та удосконалення заходів захисту від них».
З 2014 по 2021 рои заступник декана факультету захисту рослин Харківського національного аграрного університету ім. В. В. Докучаєва.
З 2018 по 2021 роки голова Ради молодих вчених та спеціалістів Харківського національного аграрного університету ім. В. В. Докучаєва.
З 2020 по теперішній час член-кореспондент Українського відділення МАНЕБ; експерт Національного агенства із забезпечення якості вищої освіти.
З 2021 року член Житомирського відділення Товариства мікробіологів України ім. С. М. Виноградського.
У 2021 році закінчив магістратуру спеціальності «Публічне управління та адміністрування», 2022 рік магістратура «Лісове господарство», 2023 рік магістратура «Агрономія», 2024 рік магістратура «Агроінженерія», «Біотехнології та біоінженерія», «Садівництво, плодоовочівництво та виноградарство» Державного біотехнологічного університету.
У 2024 році закінчив магістратуру спеціальності «Освітні педагогічні науки» Харківського національного педагогічного університету ім. Г. С. Сковороди.
З 2021 по теперішній час завідувач кафедри зоології, ентомології, фітопатології, інтегрованого захисту і карантину рослин ім. Б. М. Литвинова Державного біотехнологічного університету.
З 2024 року член Української асоціації хімічної та харчової інженерії CFE-UA; депутат Роганської селищної ради VІІІ скликання.
З 2025 року член Центру українсько-європейського наукового співробітництва.

## Праці
Сергій Володимирович автор 683 наукових праць, в тому числі статті, що індексуються в наукометричних базах Scopus - 17 та Web of Science - 57, 61 стаття у фахових виданнях України, 34 статті у інших виданнях, 60 статей у виробничих виданнях, 18 статей у закордонних виданнях, 15 статей  в університетській газеті, 47 навчальних посібників, 14 монографій, 3 патент, 1 афтореферат дисертацій, 65 методичних вказівок, 6 рекомендацій, 2 довідкових видання, 252 матеріали конференцій.
Наукові інтереси: ентомологія, фітопатологія, гербологія, зоологія,нематологія, акарологія, ліматологія, агрофармакологія, захист рослин, карантин рослин, екологія, сільське- лісове- та садово-паркове господарство.

## Відзнаки на нагороди
- золота медаль на конкурсі «Агро-2014» (2014)
- почесні грамоти Харківського національного аграрного університету ім. В. В. Докучаєва (2014, 2017, 2018)
- переможець конкурсів «Кращий молодий науковець Харківського національного аграрного університету ім. В. В. Докучаєва» (2014, 2015, 2016, 2017, 2018, 2019, 2020, 2021)
- переможець конкурсу «Кращий молодий науковець Харківщини» (2017, 2020)
- лауреат стипендії Кабінету Міністрів України для молодих вчених (2016-2018)
- лауреат стипендії Харківської облдержадміністрації для молодих учених ім. О. Н. Соколовського (2018-2019)
- ІІІ місце у рейтингу науково-педагогічних працівників Харківського національного аграрного університету ім. В. В. Докучаєва (2019)
- І місце у рейтингу науково-педагогічних працівників Харківського національного аграрного університету ім. В. В. Докучаєва (2020)
- грамота Харківської районної державної адміністрації (2020)
- подяка Міністерства освіти і науки України (2021)
- лауреант щорічного конкурсу «Молодий науковець року - 2021» в номінації Facebook-блогер (2021).